# Gare de Wauthier-Braine
Pour les articles homonymes, voir Gare de Braine.
La gare de Wauthier-Braine est une ancienne gare ferroviaire belge de la ligne 115, de Braine-l'Alleud à Rognon située à Wauthier-Braine sur la commune de Braine-le-Château, dans la province du Brabant wallon en Région wallonne.

## Situation ferroviaire
La gare de Wauthier-Braine était établie au point kilométrique (PK) 5,7 de la ligne 115, de Braine-l'Alleud à Rebecq-Rognon, via Clabecq, entre les gares de Noucelles et de Braine-le-Château.

## Histoire
La gare de Wauthier-Braine entre en service le 15 septembre 1885 lorsque les Chemins de fer de l'État belge ouvrent à l'exploitation la section de Clabecq à Braine-l'Alleud. C'est alors avec Braine-le-Château la seule gare entre Clabecq et Braine-l'Alleud.
Un raccordement vers une carrière partait de la gare de Wauthier-Braine.
La voie de croisement n'existe plus après la Seconde guerre mondiale, les trains de voyageurs étant moins nombreux. La SNCB supprime les trains de voyageurs sur la ligne 106 le 22 novembre 1959 ; la gare et la ligne entre Clabecq et Sart-Moulin fermant aux marchandises le 24 août 1982 ; l'emplacement des voies est envahi par la végétation. Il existe un projet d'en faire un RAVeL.

## Patrimoine ferroviaire
Le bâtiment des recettes appartient au plan type 1873 des Chemins de fer de l’État belge. Il s'agit de la version tardive avec, comme en gare de Braine-le-Château, une aile de quatre travées disposée à gauche du corps de logis. Après sa désaffectation, il a  été reconverti en logements ; l'aile droite devenant un garage et l'aile gauche étant rénovée avec de nouveaux matériaux.
La maison de garde-barrière du passage à niveau d'origine (actuelle avenue Gaston Mertens) es reconvertie en habitation.